# Diana Nikolic
Pour les articles homonymes, voir Nikolic.
 (novembre 2019).
Si vous disposez d'ouvrages ou d'articles de référence ou si vous connaissez des sites web de qualité traitant du thème abordé ici, merci de compléter l'article en donnant les références utiles à sa vérifiabilité et en les liant à la section « Notes et références ».
Diana Nikolic, née à Liège le 12 octobre 1978, est une femme politique belge, membre du Mouvement réformateur. Elle est d'origine serbe par son père et croate par sa mère.
Elle est licenciée en Science politique et administration publique (ULG); master en politique européenne (ULB). 
Elle a été active comme collaboratrice parlementaire et conseillère à la Présidence du MR, chargée de relations publiques, attachée de presse et responsable de communication.

## Fonctions rémunérées en 2018[1]
- conseillère communale à Liège
- membre du comité de gestion de la Compagnie intercommunale liégeoise des eaux (CILE)
- administratrice de la Compagnie intercommunale liégeoise des eaux (CILE)
- administratrice suppléante au Port autonome de Liège
- administratrice de la Société publique d'aide à la qualité de l'environnement (SPAQuE)
- administratrice au TEC Liège-Verviers
- député au Parlement wallon et député au Parlement de la Communauté française de Belgique
- gérante chez Artemis Consult scs
- employée au Service public de Wallonie (SPW)

## Carrière politique
- 2006- : Conseillère communale de Liège
- Députée au parlement wallon et au parlement de la Communauté française :
  - depuis le 10 décembre 2018 en remplacement de Christine Defraigne
  - depuis le 26 mai 2019

## Décoration
- Chevalier de l'ordre de Léopold (2024)[2].